# Bellevue, Texas
Bellevue là một thành phố thuộc quận Clay, tiểu bang Texas, Hoa Kỳ. Năm 2010, dân số của xã này là 362 người.

## Dân số
- Dân số năm 2000: 386 người.
- Dân số năm 2010: 362 người.